# Grevillea longistyla
Grevillea longistyla  es una especie de arbusto  del gran género  Grevillea perteneciente a la familia  Proteaceae. Es originaria del sudeste de  Queensland en Australia. 

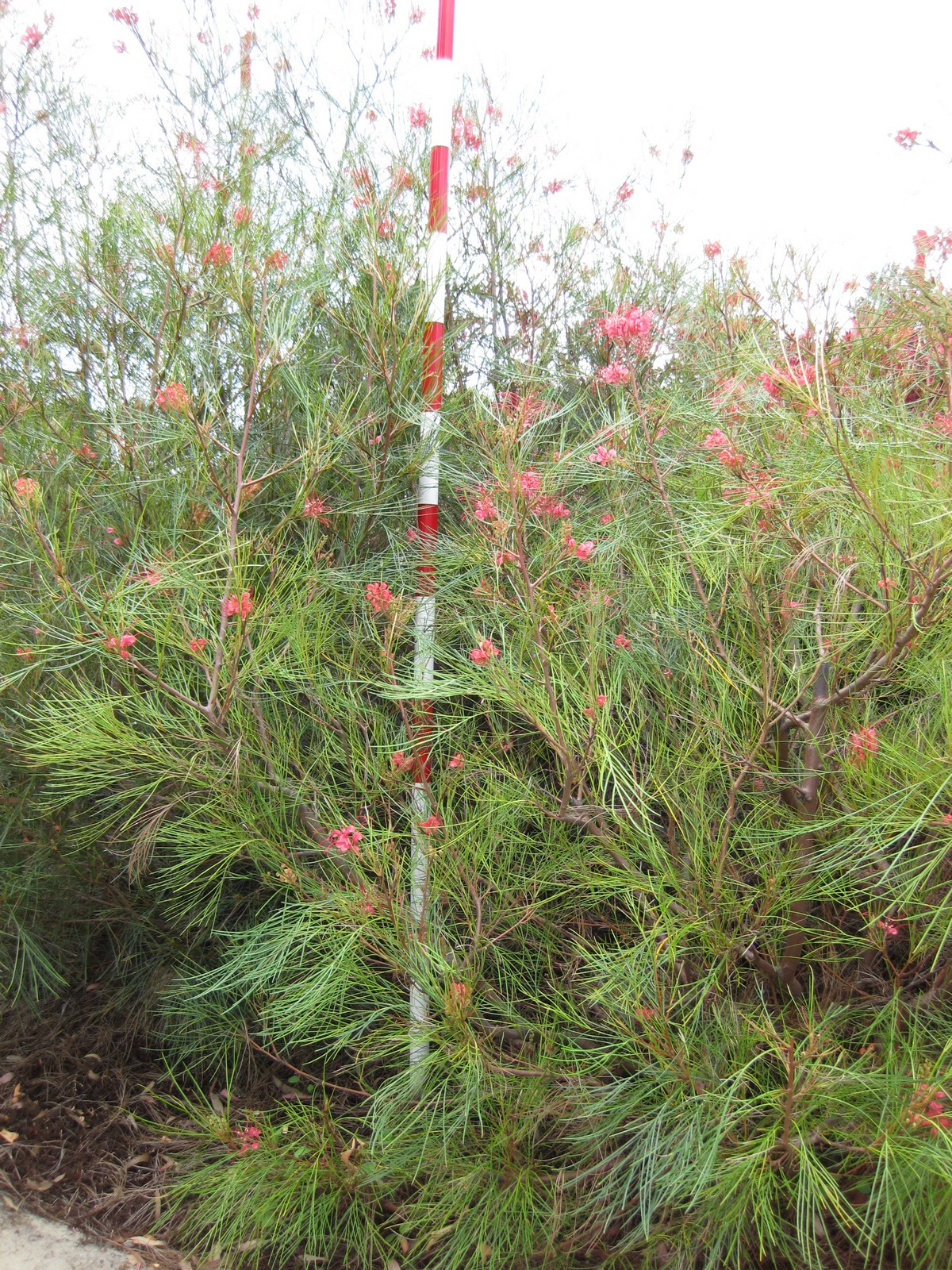
Vista de la planta

## Descripción
Tiene flores de color rojo anaranjado, las hojas largas y estrechas y alcanza un tamaño de 3 a 4 metros de altura y de 2 a 3 metros de ancho.

## Taxonomía
Grevillea longistyla fue descrita por William Jackson Hooker y publicado en Journal of an Expedition into the Interior of Tropical Australia 348. 1848.
Etimología
Grevillea, el nombre del género fue nombrado en honor de Charles Francis Greville, cofundador de la Royal Horticultural Society.
longistyla: epíteto latíno que significa "con largos estilos"
Sinonimia
- Grevillea neglecta R.Br.[2]